# Robert Lešnik
Robert Lešnik, slovenski avtomobilski oblikovalec, * 1971, Limbuš.
Robert Lešnik se je rodil leta 1971. Doma je iz Limbuša. Po treh neuspešnih poizkusih, da bi se vpisal na Akademijo za likovno umetnost in oblikovanje v Ljubljani, se je uspešno vpisal na Visoko tehniško šolo v Pforzheimu, Nemčija. Obvezno prakso je opravljal pri Volkswagnu, kjer so mu ponudili štipendijo, čez čas pa tudi redno zaposlitev. Leta 2005 se je z ženo začasno preselil v Kalifornijo. Aprila 2007 se je zaposlil pri Kii Motors, ki jo je zapustil septembra leta 2009 in presedlal k Mercedes-Benzu, kjer je šef zunanjega oblikovanja. Trenutno živi in dela v  Stuttgartu.
Leta 2006 je prejel nagrado Oblikovalec leta 2006, nagrado, ki jo podeljuje strokovna žirija prireditve Mesec oblikovanja.

## Oblikovalski prispevki
- Volkswagen Concept C, konceptni avtomobil za Eosa
- Volkswagen Eos, oblikovalska ekipa pod vodstvom Petra Schreyerja, vodje Volkswagnovega oblikovalskega oddelka.[3]
- Volkswagen Iroc[4], konceptni avtomobil za Scirocca
- Volkswagen Passat, MK6
- Volkswagen Scirocco
- Mercedes-Benz razred B
- Mercedes-Benz GLA[5]
- Mercedes-Benz razred C
- Mercedes-Benz razred S (limuzina, kupe, Maybach, Pullman)
- Mercedes-Benz GLC
- Mercedes-Benz GLE (SUV in kupe)